# باشگاه فوتبال شاهین تهران

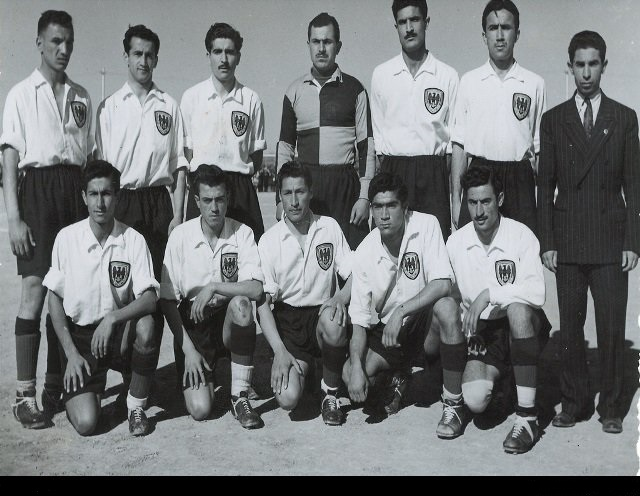
عباس اکرامی با لباس شخصی در کنار بازیکنان تیم شاهین

باشگاه فرهنگی ورزشی شاهین یک باشگاه فوتبال ایرانی است. این باشگاه در سال ۱۳۲۱ راه‌اندازی شد و تا هنگام فروپاشی در سال ۱۳۴۶ یکی از قطب‌های بزرگ فوتبال ایران بود. این باشگاه در سال ۱۳۴۶ منحل شد و بازیکنان شاهین که پیکره اصلی تیم ملی فوتبال ایران را تشکیل می‌دادند به باشگاه تازه تأسیس علی عبده (پرسپولیس) ملحق شدند. کمی بعد خیامی، مدیرعامل ایران ناسیونال (ایران خودرو فعلی) باشگاه پیکان را تشکیل داد و با ریخت و پاش فراوان اقتصادی، بازیکنان پرسپولیس را به خدمت گرفت. این تیم بدون حتی یک باخت، قهرمان لیگ وقت شد و قوی‌ترین تیم فوتبال باشگاهی ایران لقب گرفت. دیری نپایید که خیامی از تیم‌داری منصرف شد و باشگاه پیکان بعد از مدت کوتاهی از هم پاشید و تمام بازیکنان سابق پرسپولیس دوباره به باشگاه فوتبال علی عبده بازگشتند. با بازگشت ستاره‌های پرسپولیس، این تیم در سال ۱۳۵۰ اولین قهرمانی لیگ خود را رقم زد تا مسیر قهرمانی ستاره‌های شاهین و پرسپولیس در سال‌های بعد هموار شود. البته بعد از انحلال باشگاه شاهین، تیمسار پرویز خسروانی، مالک باشگاه تاج، تصمیم به خلق شاهینی جدید با نام شهباز گرفت. ولی برخلاف تصورات و نیات وی، این تیم فروغی نداشت و نتوانست پیروی باشگاه شاهین باشد و چند سال بعد از شکل‌گیری به لیگ‌های پایین‌تر فوتبال باشگاهی ایران سقوط کرد.تیم شاهین در حال حاضر در لیگ برتر نونهالان و نوجوانان تهران فعالیت دارد. از مهم‌ترین افتخارات باشگاه فوتبال شاهین تهران می‌توان به ۴ قهرمانی و ۸ نایب قهرمانی در جام باشگاه‌های تهران و ۶ قهرمانی و ۲ نایب قهرمانی در جام حذفی تهران اشاره کرد تیم شاهین امسال در لیگ دسته سوم کشور حضور دارد.تیم شاهین در رده نونهالان یکی از با ثبات ترین تیم های لیگ برتر نونهالان به شمار میرود، امیر قربانیان سرمربی تیم نونهالان،
امیررضا کشانی سرمربی تیم نوجوانان شاهین می‌باشند.
تیم امید شاهین نیز در دسته دوم مسابقات تهران شرکت میکند.

## تاریخچه

بازیکنان تیم شاهین در میانه‌های دهه چهل خورشیدی. بسیاری از این بازیکنان پس از فروپاشی شاهین به پرسپولیس پیوستند.

### سرآغاز
در خرداد ۱۳۲۱، عباس اکرامی، بنیانگذار باشگاه شاهین دیوان حافظ را باز کرد و این شعر را دید:
| مرغِ دل باز هوادارِ کمان‌ابروییست |  | ای کبوتر نگران باش که شاهین آمد |

از این رو باشگاهی را که با کمک جوانان دانشجو بنیاد گذاشته بود، شاهین نام نهاد. او که یک آموزگار بود و باشگاه را با یاری شماری جوانان دانشجو با شعار اول اخلاق، دوم درس، سوم ورزش بر پا ساخته بود. باشگاه شاهین توانست بازیکنان بزرگی مانند پرویز دهداری، امیرمسعود برومند، همایون بهزادی، حبیب محقق زاده، جعفر کاشانی، حمید شیرزادگان، حسین کلانی، بهمن نوروزی و بسیاری دیگر را که در تیم ملی بازی کردند، به فوتبال ایران بشناساند.

### رشد و گسترش

شاهین قهرمان جام حذفی تهران ۳۷–۱۳۳۶

باشگاه شاهین در دهه‌های سی و چهل خورشیدی یکی از نیرومندترین و مهم‌ترین تیم‌های فوتبال ایران بود. تیم‌های فوتبال این باشگاه پس از چندی به سه تیم شاهین، عقاب و شهباز افزایش یافت. بازیکنان این تیم‌ها را دانش‌آموزان دبیرستان‌ها تشکیل می‌دادند. در آن دوران از سال ۱۳۲۵ تا هنگام فروپاشی، شاهین در کنار تیم‌های تاج، سرباز و دارایی رقابت اصلی فوتبال ایران را شکل می‌داند. این باشگاه در دهه ۱۳۲۰ تیم‌های پایه فوتبال نیز داشت.

### فروپاشی شاهین

تیم شاهین تهران در سال ۱۳۴۲

شاهین در دهه ۱۳۴۰ به اوج محبوبیت در میان هواداران رسید، اما برخی رخدادها فدراسیون فوتبال ایران و سازمان تربیت بدنی را رویاروی آن‌ها قرار داد. سرانجام ناسازی و اختلاف میان آن‌ها بالا گرفت و بیشتر شد و دستاویزی شد تا در روز ۱۸ تیر ۱۳۴۶، دو روز پس از برد ۳–۱ شاهین برابر باشگاه تهرانجوان، سازمان ورزش و تفریحات ایران انحلال باشگاه شاهین را اعلام کند.
دربارهٔ دلیل انحلال باشگاه شاهین سخنان بسیاری گفته می‌شود. اگرچه سازمان ورزش دلیل انحلال این باشگاه را در ابلاغیه رسمی «منافات فعالیت‌ها با روح عالیه ورزش» نام برده‌است، اما برخی کارشناسان، دلایل پشت پرده سیاسی را کارساز می‌دانند. در مسابقات آن سال دو تیم شاهین و دارایی رقابت نزدیکی بر سر قهرمانی داشتند. در جریان دیدار شاهین و تهران‌جوان رئیس باشگاه شاهین نسبت به حضور یکی از بازیکنان حریف اعتراضیه‌ای را به سرهنگ سرودی رئیس فدراسیون ارائه می‌دهد که با برخورد شدید عوامل فدراسیون در سکوهای امجدیه روبه‌رو می‌شود. حوادث و حاشیه‌های پیرامون این دیدار سبب شد تا سازمان تربیت بدنی در اطلاعیه‌ای پروانهٔ باشگاه شاهین را از تاریخ سه‌شنبه ۲۰ تیر ۱۳۴۶ لغو نماید. طبق روایتی که مورد تأیید باشگاه شاهین است، حسین سرودی رئیس وقت فدراسیون فوتبال در درگیری‌های روز بازی و لغو پروانه شاهین بیشترین نقش را داشته‌است. او درخواست انحلال شاهین را به سازمان تربیت بدنی ارائه می‌دهد و سپس از طریق محمد خاتم که در آن زمان فرماندهٔ نیروی هوایی ارتش بود، منوچهر قراگوزلو رئیس سازمان تربیت بدنی را ترغیب می‌کند تا رای را تأیید نماید. سرودی به همراه محمد خاتم از اعضای تاج در دههٔ ۱۳۲۰ بودند که پس از اختلاف با پرویز خسروانی از تاج جدا شده و در دههٔ ۱۳۴۰ از هواخواهان دارایی و در جبههٔ مقابل باشگاه تاج بودند و همچنین محمد خاتم یکی از سهامداران شرکت سی آر سی و باشگاه پرسپولیس نیز بود. شاهینی‌ها به دلیل عدم حضور در رده‌های بالای فدراسیون فوتبال توان مقابله با افراد پُر نفوذ دارایی را نداشتند. یک سال پس از این ماجراها پرویز خسروانی به ریاست سازمان تربیت بدنی رسید و در سال نخست صدارت او هر دو باشگاه دارایی و تهران‌جوان منحل گردیدند که به عقیدهٔ برخی اقدامی تلافی‌جویانه و در جواب قدرت‌نمایی اعضای دارایی بوده‌است. سال ۱۳۴۷ ابتدا تیم تهران‌جوان که ریشهٔ مشترکی با دارایی داشت منحل گردید، سپس باشگاه شعاع از گردونهٔ رقابت‌ها کنار گذاشته شد، و در نهایت رئیس باشگاه دارایی با انتشار بیانیه‌ای انحلال باشگاه خود را اعلام کرد. از این میان باشگاه دارایی در دههٔ ۱۳۵۰ به عرصهٔ مسابقات بازگشت و در سال‌های پس از انقلاب نیز فعالیت داشت.
پس از انحلال شاهین هواداران این باشگاه دنباله مسابقات را پیگیری نکردند. هنگامی که شاهین فرو پاشید، چند باشگاه مانند پاس، راه‌آهن و عقاب در پی به‌کارگیری بازیکنان شاهین برآمدند و این به معنای از هم پاشیدن این تیم بود. اما با رایزنی علی عبده با پرویز دهداری و مسعود برومند، بازیکنان باشگاه شاهین به تیم پرسپولیس پیوستند.

### دوران شهباز
در دهه پنجاه این باشگاه با نام «شهباز» دوباره بازگشایی شد و به سطح نخست فوتبال ایران بازگشت که دستاورد آن یک مقام سومی در دوره چهارم جام تخت جمشید در سال ۱۳۵۵ و صدرنشینی جام تخت جمشید در سال ۱۳۵۷ بود که به دلیل رخدادهای انقلاب نیمه‌کاره باقی ماند. در آن دوران بازیکنانی مانند ناصر حجازی، نصرالله عبداللهی، ابراهیم قاسم پور، رضا عادلخانی و فرهاد جلالی در آن تیم عضویت داشتند.

### بازگشت دوباره
این باشگاه پس از انقلاب دوباره به نام پیشین خود «شاهین» بازگشت. در دهه شصت خورشیدی هماورد نیرومندی برای تیم‌های پرسپولیس و استقلال به‌شمار می‌رفت، به گونه‌ای که در سال ۱۳۶۴، استقلال را ۳–۱ و در سال ۱۳۶۶، پرسپولیس را ۲–۰ شکست داد. اما با وجود تلاش فراوان بازیکنان این تیم در فینال باشگاه‌های تهران در سال ۱۳۶۴ با درخشش ناصر حجازی در ضربات پنالتی به استقلال باخت و فینال سال ۱۳۶۵ را نیز با ضربه آزاد ناصر محمدخانی ۱–۰ به پرسپولیس واگذار کرد.
سپس با پیدایش دوباره تیم دارایی و قدرت گرفتن پاس، از سال ۱۳۶۷ این تیم کم‌کم افت کرد و با کوچ بازیکنان ارزشمند خود مانند کریم باوی، مجتبی محرمی، فرشاد پیوس، مرتضی فنونی زاده و رحیم یوسفی به پرسپولیس و امیر قلعه نوعی، مرتضی یکه، محمدرضا شکورزاده، مرتضی اردستانی به استقلال، تیم شاهین دهه شصت توان و قدرت خود را از دست داد.
پس از انقلاب و برای جلوگیری از هر گونه پیشامدی جعفر کاشانی که از سوی اکرامی وظیفه احیا مجدد باشگاه شاهین را عهده‌دار شده بود بر آن شد که شالوده باشگاه شاهین که دارای ورزشگاه و امکانات خود بود را از نظر حقوقی محافظت نماید، بنابراین اساسنامه باشگاه شامل ۲۵ ماده آماده و به شماره ۳۶۵۷ در تاریخ ۸ مهر ۱۳۶۸ در اداره ثبت شرکت‌ها و موسسات غیرتجاری به ثبت رسید و شروع به سازندگی باشگاه شاهین نمود و یکی از مدرن‌ترین و مجهزترین مجموعه‌های ورزشی ایران را بر اساس ارزوهای خود بنا نهاد که آن ساختن مجموعه‌ای باشکوه و مجهز در حد و اندازه بهترین باشگاه‌های ورزشی دنیا بود. این تیم در سال ۱۳۸۹ در لیگ دسته سوم ایران (با در نظر گرفتن لیگ برتر چهارمین لیگ ایران) بازی می‌کرد. بازگشت دوباره شاهین تهران سال ۱۴۰۳ فوتبال در لیگ دسته دوم ایران است[۱۵][۱۶]

## شاهین و سیاست

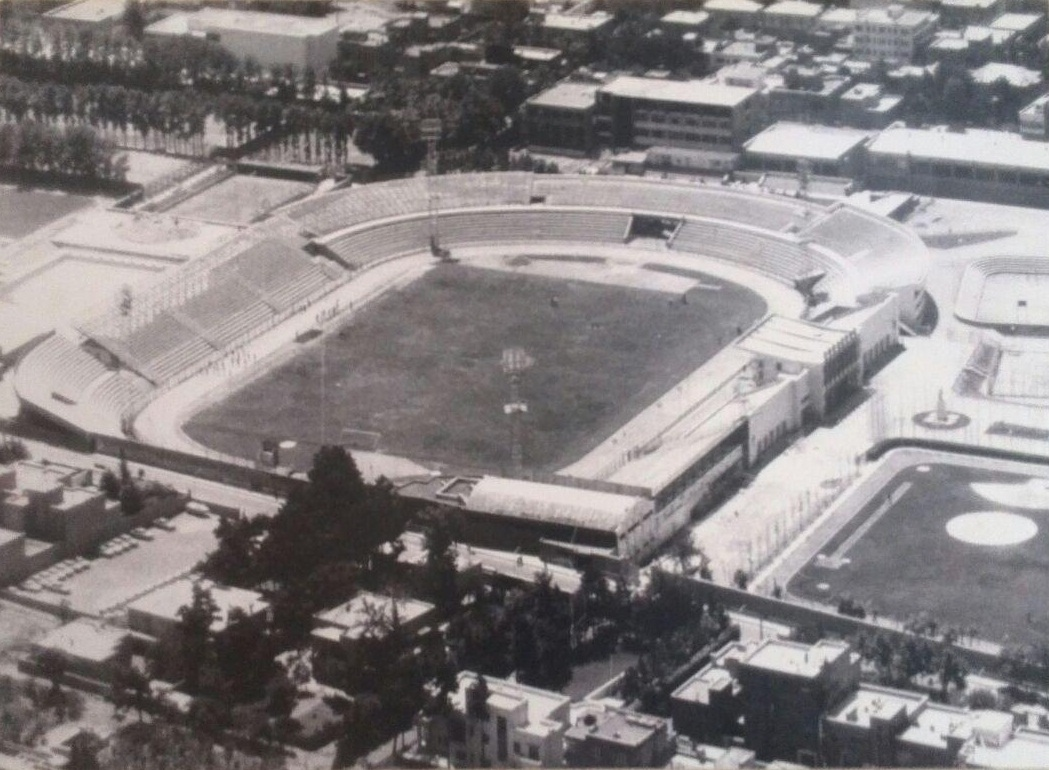
تصویر هوایی از ورزشگاه امجدیه در دهه چهل خورشیدی، تهران.

در آن دوران سه باشگاه باشگاه فوتبال تاج، دارایی و شاهین که بیشتر مردم هوادار یکی از این سه تیم بودند، شخصیت‌های نظامی و سیاسی را بر راس خود می‌دیدند که رویدادهای ورزشی را تحت تأثیر روابط آنان قرار می‌داد. عباس اکرامی، بنیادگذار مکتب شاهین که پیشتر سمت‌های دولتی داشته، پس از کودتای ۲۸ مرداد ۱۳۳۲ و در اوج گرایش‌های ضد انگلیسی ایرانیان، به رویارویی با حکومت پهلوی مشهور بود. مردم کوچه و خیابان، شاهین را مرکز جریان ضد شاهنشاهی می‌دانستند و اکثر هواداران شاهین از مخالفان بودند. با این وجود تعابیر سیاسی در میان بازیکنان تیم چندان مصداقی نداشت و سکوهای شاهین به صورت خودجوش حرکت می‌کردند.
در مراسم بازگشایی مسابقات انتخابی جام قهرمانی فوتبال ایران در سال ۱۳۴۲ که پیش از بازی دارایی – شاهین در حضور محمدرضا شاه در ورزشگاه امجدیه برگزار شد، گروهی از هواداران شاهین فریاد می‌زدند «شا» و گروهی دیگر در پاسخ فریاد می‌زدند «هین». در ادامه فشار سکوها به اندازه‌ای افزایش یافت که شاه ورزشگاه را ترک کرد و بازی نیمه کاره ماند. با این اتفاق مسئولان امنیتی مجوز برگزاری را به بهانهٔ عدم امنیت مسابقات ابطال کرده لیگ استان تهران تعطیل شد، البته دستگاه حاکم به این مقدار بسنده نکرده تعطیلی به فصل بعد هم کشیده شد.

## واگذاری و اتفاقات پس از آن
در سال ۱۳۸۸ قراردادی با شرکت مدیران پوینده البرز منعقد گردید بر اساس این قرارداد کلیه فعالیت‌های فوتبال باشگاه فرهنگی ورزشی شاهین به منظور سرمایه‌گذاری و توسعه فعالیت‌های تیم داری به این شرکت واگذار گردید. متأسفانه شرکت مدیران پوینده البرز بدون توجه به تعهدات خویش طی مدت ۵ سال نسبت به تغییر نام خود ابتدا به شاهین البرز و سپس شاهین تهران اقدام کرد؛ و در ادامه این روند غیراخلاقی نسبت به ثبت آرم ۷۲ ساله باشگاه نیز اقدام کرد؛ و اکنون تحت نام شرکت فوتبال شاهین تهران به فعالیت خویش ادامه می‌دهد؛ لذا باشگاه فرهنگی ورزشی شاهین اعلام کرده‌است شرکت فوتبال شاهین تهران هیچ ارتباطی با باشگاه فرهنگی ورزشی شاهین که در سال ۱۳۲۱ و توسط عباس اکرامی تأسیس گردیده نداشته و
دارای شخصیت حقوقی کاملاً مجزا از باشگاه فرهنگی ورزشی شاهین می‌باشد. در پی ثبت علامت قدیمی باشگاه فرهنگی ورزشی شاهین توسط شرکت فوتبال شاهین تهران فعلی، شاهین البرز سابق و شرکت مدیران پوینده البرز اسبق، باشگاه فرهنگی ورزشی شاهین نسبت به تغییر علامت خویش اقدام و علامت جدید را که ۲ سال قبل از استفاده از علامت قبلی خود و توسط عباس اکرامی در سال ۱۳۲۰ تهیه شده بود به عنوان آرم جدید خود در اداره ثبت علائم تجاری به ثبت رساند. متأسفانه شرکت فوتبال شاهین تهران فعلی، شاهین البرز سابق و شرکت مدیران پوینده البرز اسبق با سوﺀاستفاده و خیانت در امانتی که باشگاه فرهنگی ورزشی شاهین در اختیارش قرار داده بود نسبت به ثبت علامت ۷۲ ساله این باشگاه اقدام کرد.

## بازیکنان
برای دیدن نام بازیکنان باشگاه شاهین، رده:بازیکنان باشگاه شاهین تهران را ببینید

### بازیکنان نامدار
| - پرویز دهداری - امیرمسعود برومند - محمود حریری - امیر عراقی - امیر آقاحسینی - حمید شیرزادگان - همایون بهزادی - بهمن نوروزی - جعفر کاشانی - حسین کلانی - بیوک وطنخواه - رضا وطنخواه - نصرالله عبداللهی - محمد صادقی - مهدی دینورزاده - مجتبی محرمی - محمود معمار - امیر قلعه‌نویی - محمد حسین ضیایی | - شاهرخ صیفی - حجت شاه نباتی - مرتضی یکه - کریم باوی - محمد خاکپور - فرشاد پیوس - مرتضی فنونی‌زاده - رحیم یوسفی - امیر مرزوقی - محمدرضا شکورزاده - حمید مجدتیموری - عزیز اصلی - عبدالله سعیدی - نادر افشار نادری - هادی طاووسی - سیروس گرجستانی |

### بازیکنان جام‌جهانی و المپیک
| جام جهانی ۱۹۷۸ (از تیم شهباز) - ناصر حجازی - ابراهیم قاسم‌پور - حمید مجدتیموری - نصرالله عبداللهی | المپیک ۱۹۶۴ (از تیم شاهین) - عزیز اصلی - عبدالله سعیدی | المپیک ۱۹۷۶ (از تیم شهباز) - غلامحسین مظلومی - نصرالله عبداللهی |

## مربیان
- عباس اکرامی
- آلن راجرز
- شاهپور سرحدی
- امیر عراقی
- پرویز دهداری
- ایرج سلیمانی
- محراب شاهرخی
- نصرالله عبداللهی

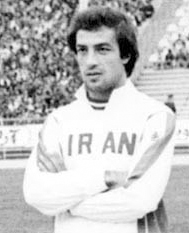
نصرالله عبداللهی سرمربی باشگاه شاهین در دهه شصت

- امیرهوشنگ نیکخواه بهرامی
- ناصر ابراهیمی
- حسین کازرانی

## افتخارات

شاهین قهرمان جام حذفی تهران ۱۳۴۲

باشگاه فرهنگی ورزشی شاهین در تاریخ خود در ۹ جام به قهرمانی دست یافت: ۳ قهرمانی در مسابقات جام باشگاه‌های تهران ۶ قهرمانی در جام حذفی تهران. شاهین هرگز موفق به قهرمانی در لیگ ایران نشده‌است، چرا که در دو دورهٔ حضور این تیم در سطح نخست فوتبال ایران لیگ سراسری ملی برگزار نمی‌شد. شاهین زمانی که با نام شهباز در فوتبال ایران حاضر بود در واپسین دوره جام تخت جمشید که در پی رخ دادن انقلاب نیمه‌کاره ماند صدرنشین بود. شاهین با بازیابی نام پیشین خود پس از انقلاب اسلامی ایران، توانست ۱ مرتبه دیگر قهرمان جام حذفی تهران شود.
- جام باشگاه‌های تهران
  - قهرمانی (۴): ۱۳۳۰، ۱۳۴۴، ۱۳۵۴، ۱۳۹۸
  - نایب قهرمانی (۸) (رکورد): ۱۳۲۶، ۱۳۲۷، ۱۳۲۸، ۱۳۳۵، ۴۱–۱۳۴۰، ۱۳۴۱، ۱۳۶۴، ۱۳۶۵
- جام حذفی تهران (رکورد)
  - قهرمانی (۶): ۱۳۲۷، ۱۳۲۸، ۱۳۲۹، ۳۷–۱۳۳۶، ۱۳۴۲، ۱۳۶۰
  - نایب قهرمانی (۲): ۱۳۳۲، ۳۸–۱۳۳۷